# Theridion uncatum
Theridion uncatum är en spindelart som beskrevs av F. O. Pickard-Cambridge 1902. Theridion uncatum ingår i släktet Theridion och familjen klotspindlar. Inga underarter finns listade i Catalogue of Life.